# Amaytic
Amaytic är en ort i Mexiko.   Den ligger i kommunen Chilón och delstaten Chiapas, i den sydöstra delen av landet, 800 km öster om huvudstaden Mexico City. Amaytic ligger 997 meter över havet och antalet invånare är 243.
Terrängen runt Amaytic är kuperad åt sydväst, men åt nordost är den bergig. Runt Amaytic är det glesbefolkat, med 17 invånare per kvadratkilometer. Närmaste större samhälle är Jol Sacún, 4,4 km söder om Amaytic. I omgivningarna runt Amaytic växer i huvudsak städsegrön lövskog.